# Byggmästaren i Norwood
Byggmästaren i Norwood (engelska: The Adventure of the Norwood Builder) är en av Sir Arthur Conan Doyles 56 noveller om detektiven Sherlock Holmes. Novellen publicerades första gången 1903. 
Byggmästaren i Norwood ingår i novellsamlingen The Return of Sherlock Holmes.

## Handling
Året är 1894. Jonas Oldacre, byggmästaren i Norwood, är försvunnen och misstänkt mördad. En ung advokat, John McFarlane, söker hjälp hos Sherlock Holmes. Han är övertygad om att han är huvudmisstänkt och hävdar sin oskuld. Strax efter hans ankomst till Holmes dyker polisen upp, ledda av kommissarie Lestrade. Lestrade arresterar McFarlane som ändå tillåts berätta sin historia för Holmes. Han berättar att han inte känner Oldacre, men träffat honom dagen innan. Oldacre verkade vilja testamentera allt till McFarlane vilket förvånade den unge advokaten. 
I slutet av novellen löser Holmes gåtan. Han mäter huset i Norwood och kommer fram till att det verkar vara en "för liten övervåning" - vilket han tolkar som att det finns ett dolt rum. Han misstänker att Oldacre i själva verket inte alls är död, utan gömmer sig i detta dolda rum. Genom att tända en eld och skrika "elden är lös" lockar Holmes och polisen fram Oldacre. Det visar sig att han försökt hämnas på John McFarlanes mor, som tidigare avvisat honom, genom att försöka få McFarlane fälld för mord.

## Filmatisering
Novellen har bland annat filmatiserats med Jeremy Brett i huvudrollen.